# مالی یووانوواتس
مالی یووانوواتس (به صربی: Mali Jovanovac) یک منطقهٔ مسکونی در صربستان است که در پیروت واقع شده‌است. مالی یووانوواتس ۱۴۴ نفر جمعیت دارد.